# Пищальне
Пища́льне (рос. Пищальное) — село у складі Половинського округу Курганської області, Росія.
Населення — 218 осіб (2010, 371 у 2002).
Національний склад станом на 2002 рік:
- росіяни — 87 %